# Modoplysning
Modoplysning er en bred intellektuel og kulturel bevægelse, der har modsat sig nogle af de grundlæggende principper i oplysningstiden. Mens oplysningstiden fremhævede rationalitet, videnskabelig tænkning og fremskridt, omfavnede modoplysningen ofte det irrationelle, det mystiske og det følelsesmæssige. Denne bevægelse opstod som reaktion på visse aspekter af oplysningstiden, såsom dens rationalisme og tendens til at afvise tro og spiritualitet. Modoplysningen kan ses som en form for kritik af oplysningstidens idealer og en betoning af andre værdier såsom intuition, kreativitet og det personlige.

## Strømninger
Modoplysningen inkluderer flere forskellige strømninger og tendenser, der kritiserede eller modsatte sig oplysningstidens idealer. Nogle af disse strømninger omfattede:

### Romantikken
Den romantiske bevægelse opstod i slutningen af det 18. århundrede som reaktion på oplysningstidens rationalisme og materialisme. Romantikerne betonede følelser, intuition og individualitet og søgte efter det sublime og det mystiske i kunst, natur og menneskelig erfaring.

### Nationalisme
I kølvandet på oplysningstidens universalisme og rationalisme voksede nationalbevidstheden i mange lande. Nationalistiske bevægelser opstod og understregede unikke nationale identiteter, kultur og historie.

### Rationalitetskritik
Modoplysningen omfattede også kritik af oplysningstidens betoning af rationalitet og videnskabelig tænkning. Nogle filosoffer og intellektuelle argumenterede for vigtigheden af tro, intuition og det irrationelle i modsætning til ren rationel analyse.

### Kritik af industrialiseringen
Modoplysningen omfattede også bekymringer over teknologisk fremskridt og industrialiseringens konsekvenser. Nogle kritikere advarede om dehumaniseringen af samfundet og tabet af forbindelsen til naturen som følge af teknologiske fremskridt.

## Vigtige repræsentanter

### Jean-Jacques Rousseau
Rousseau var en schweizisk-født filosof fra det 18. århundrede, der var en af de tidligste og mest indflydelsesrige tænkere inden for modoplysning. Hans værker som "Emile" og "Samfundspagten" fremhævede betydningen af følelser, intuition og det naturlige menneske i modsætning til oplysningstidens rationalisme.

### Edmund Burke
Edmund Burke var en irsk-britisk filosof, politiker og forfatter, der er bedst kendt for sit værk "Reflections on the Revolution in France" (1790). I dette værk kritiserede Burke den franske revolution og dens forsøg på at omforme samfundet baseret på abstrakte principper som rationalisme og egalitarisme. Han argumenterede for værdien af tradition, skik og gradvise reformer frem for radikale omvæltninger.

### Johann Wolfgang von Goethe
Goethe var en tysk forfatter og filosof, som var en central figur i den romantiske bevægelse. Hans litterære værker, såsom "Faust" og "Den unge Werthers lidelser", udforskede menneskets følelsesmæssige dybder og forholdet mellem individet og naturen.

### Friedrich Schlegel
Friedrich Schlegel var en tysk forfatter, kritiker og filosof, der spillede en central rolle i udviklingen af romantikken. Han betonede vigtigheden af kreativitet, individualitet og subjektivitet og kritiserede oplysningstidens tendens til at reducere alt til rationel analyse. Han mente, at kunst og litteratur skulle være udtryk for individets subjektive oplevelse og følelser snarere end objektiv rationel analyse.
Schlegels tanker bidrog til udviklingen af romantisk æstetik, der understregede kunstnerens rolle som et geni, der udtrykte sin personlige vision gennem kunstværket. Han var også kendt for sin idé om "fragmentarisme", hvor han mente, at sandheden kun kunne opnås gennem fragmentariske og ufuldstændige udtryk, der afspejler det komplekse og inkommensurable i menneskelig erfaring.

### Søren Kierkegaard
Kierkegaard, en dansk filosof fra det 19. århundrede, regnes ofte som en af de tidlige eksistentielle filosoffer og en kritiker af oplysningstidens rationalisme. Hans værker udforskede troens og det enkelte menneskes subjektive erfaring og valg.
Kierkegaard kritiserede oplysningstidens rationalisme, der reducerede mennesket til et objekt for videnskabelig analyse og forsøgte at reducere tro til noget, der kunne forstås og forklares gennem rationel argumentation. Han argumenterede for, at troen og det religiøse liv ikke kunne begrænses til rationalitetens domæne, men krævede et subjektivt og eksistentielt engagement.
Kierkegaard præsenterede begrebet "troens spring", hvor troen kræver et spring ind i det ukendte og det irrationelle. Dette stod i modsætning til oplysningstidens tro på, at al viden og overbevisning skulle være baseret på rationel analyse og bevis.
Kierkegaard kritiserede også tendensen til at opbygge systemer og teorier, der forsøgte at forklare og kontrollere alle aspekter af menneskelivet. Han argumenterede for, at tro og eksistens ikke kunne reduceres til systematiske kategorier eller intellektuelle teorier, men måtte forstås gennem individets personlige erfaringer og valg.

## Aktualitet i det 21. århundrede
Selvom modoplysningen historisk set opstod som en reaktion på oplysningstidens idealer i det 18. og 19. århundrede, kan dens temaer og bekymringer stadig være relevante i dag. I det moderne samfund ses der stadig strømninger, som fx. inden for den moderne miljø- og klimabevægelse og nationalisme, der kritiserer visse aspekter af oplysningsprojektet.

### Miljø- og klimabevægelsen
Bekymringer over klimaforandringer, forurening og tab af biodiversitet understreger behovet for at genoverveje mennesket forhold til teknologi og natur. Dette afspejler bekymringer, der også blev rejst af modoplysningen om industrialiseringens negative konsekvenser. Industrialiseringens negative konsekvenser, som blev diskuteret af modoplysningens tænkere, inkluderede ikke kun miljømæssige påvirkninger, men også sociale og kulturelle ændringer.
Den moderne miljø- og klimabevægelse kan ses som en form for modoplysning i sin bekymring for konsekvenserne af menneskelig aktivitet på naturen og behovet for at genoverveje vores forhold til teknologi og ressourcer. Denne bevægelse understreger vigtigheden af bæredygtighed, respekt for miljøet og bevarelse af biodiversitet, hvilket er temaer, der også bekymrede modoplysningens tænkere.

### Moderne nationalisme
Her er nogle måder, hvorpå moderne nationalisme kan betragtes som en form for moderne modoplysning:
Nationalister kritiserer ofte globaliseringens negative konsekvenser såsom tabet af national suverænitet, øget økonomisk ulighed og kulturel homogenisering. De kan argumentere for nødvendigheden af at beskytte og styrke nationalstaten som et middel til at beskytte nationale interesser og værdier.
Nationalister kan fremhæve betydningen af national kultur, traditioner og sprog som væsentlige dele af national identitet. De kan modsætte sig multikulturalisme og insistere på assimilation eller kulturel homogenitet som en måde at bevare nationens enhed og sammenhængskraft.
Nationalister kan argumentere for stramning af grænsekontrol og begrænsninger for indvandring for at bevare nationens kulturelle og etniske sammensætning samt for at bevare arbejdspladser og ressourcer til indenlandske borgere.